# حفظ السنخ (مغرز السن)
حفظ السنخ أو حفظ الجسر السنخي هي عملية لحفظ فقدان العظم بعد قلع السن للحفاظ على السنخ السني (مغرز السن) في العظم السنخي. صفيحة غنية بالفبرين: غشاء يحتوي على عناصرتحسين نمو العظم يوضع في الجرح أو مادة تركيب/ تطعيم عظمي أو سقالة توضع في السنخ للسن المقتلع عند وقت القلع. عندها يغلق السنخ مباشرة بواسطة غرز أو يتم تغطيته بواسطة غشاء مرتشف أو غير مرتشف ومن ثم خياطته.
بعد القلع، عظم الفك يجب أن يحفظ للحفاظ على الشكل الأصلي للسنخ. من دون حفظ السنخ، العظم يرتشف بسرعة ليؤدي إلى 30-60% فقدان في حجم العظم خلال ستة شهور بعد قلع السن. عظام الفك لن تعود أبدا إلى شكلها الأصلي بمجرد أن العظم قد فقد وكِفَاف الأنسجة قد تغيرت.
جسم الإنسان يقلل كمية العظم التي لا تستخدم بشكل كافي مع الضغط اليومي. من دون منبهات الضغط، عظم الفك يتصرف (مع أو من دون حفظ السنخ) كما لو أن الفراغ المشغول بالسن وبرِباطُ دَوَاعِمِ السِّنّ كان فارغ.
غشاء صفيحة/غشاء غني بالفبرين هو غشاء لمنع هجرة الخلايا الظهارية إلى المنطقة المطعمة، يمنع الاستعمار البكتيري، يحتوي على عوامل النمو وخلايا حية ويسمح بتروية الغازات وإِجْلاَب الخلايا الجذعية من السمحاق. وهذا الغشاء هومن الجيل الثاني لصفائح ذاتية المنشأ مشتقة من صفيحة غنية بالهيولى.

## أنواع المواد
- طعم ذاتي: عظام مقطوف (أخذ الأنسجة أو الأعضاء) من جسد المريض نفسه.
- طعم أجنبي (طعم غيروي): طعوم عظمية أو مغراء (كولاجين) من أصل خنزيري أو بقري.
- طعم خيفي (طعم من فرد ينتمي لنفس النوع): طعم عظمي إحصاري من جثة.
- طعم لا عضوي: مواد حيوية مصنعة مثل سقالات الفبرين، بي ال جي أي، مركب كيميائي بيولوجي.

## رأب الحَرْف (السنخ)
حفظ السنخ تختلف عن رأب الحَرْف. في حفظ السنخ، الطعم أو السقالة توضع داخل سنخ السن مباشرة بعد القلع. بينما إجراءات تطعيم رأب الحرف تتم من أجل استعادة العظم المفقود بعد ارتشاف العظم وليس هناك ارتفاع حرف (سنخ) كافي أو عرض كافي لإجراءات علاجية لاحقة.

## الفوائد
إجراءات حفظ السنخ تمنع ارتشاف العظم المباشر بعد القلع بالتالي حفظ كمال وكِفَاف السنخ مع مظهر ترميمي وناجح لإجراءات ترميم السن. كل التعويضات/ البِدْلَ السنية تتطلب عظام فك جيدة تتدعمها لتكون ناجحة على المدى الطويل. من دون حفظ السنخ، العظام المتبقية (الثُمالِيّة) ممكن أن تفقد حجمها مما قد يؤدي إلى فقدان أبعاد الوجه الأفقية والعمودية وتغير فلسفة جماليات أنسجة الوجه الرخوة اللينة.